# خیابان لطفعلی‌خان زند
خیابان لطفعلی خان زند یکی از قدیمی ترین خیابان های شیراز است.این خیابان در منطقه شهرداری فرهنگی تاریخی قرار دارد و همچنین حرم احمدبن موسی شاهچراغ در یکی از انشعابات این خیابان قرار گرفته است.این خیابان بافت تاریخی و قدیمی شیراز را در خود حفظ کرده است.

## مناطق تاریخی
مسجد نصیرالملک یکی از زیباترین مساجد جهان در این خیابان قرار دارد همچنین از گودعربان تا اواسط این خیابان تعداد زیادی خانه ی تاریخی و باارزش  همچون خانه زینت الملک وجود دارد.